# Рожок I
Рожок I — шестислойное среднепалеолитическое (мустье) поселение на побережье Таганрогского залива, в 3 км западнее устья Миусского лимана Азовского моря, близ хутора Рожок Неклиновского района Ростовской области. Открыто в 1961 году Н. Д. Прасловым.
Стоянка находится на сниженном участке древнеэвксинской террасы высотой около 5—6 м. Наиболее низкие находки культурных остатков возвышаются над пляжем на один метр. Культурные слои залегают в низах делювиальных лёссовидных суглинков с несколькими прослоями гумусированных суглинков. Уже после образования отложения были расчленены оврагами и балками.
Поселение Рожок содержит шесть мустьерских слоёв, во многом напоминающие таковые в Сухой Мечетке. Культурные слои мощностью от 10 до 20 см образуют выдержанные прослои с немногочисленными кремнёвыми отщепами, орудиями, очагами, зольными прослойками и костями животных. Коллекция кремнёвых предметов невелика и однородна. Орудия небольших размеров (2—4 см). Преобладают прямолезвийные скрёбла. Выделено несколько специфических типов орудий: верхнепалеолитического типа скребки и проколки шиловидной формы, выпуклые боковые скрёбла, миниатюрные остроконечники. По мнению Н. Д. Праслова все слои относятся к одной культуре со своеобразной техникой раскалывания.
Среди нуклеусов преобладают примитивные ядрища. Протопризматические сколы немногочисленны, характерные для леваллуа отсутствуют. Пластины редки. Уровень подправки ударных площадок средний (индекс подправки менее 45 %). Двусторонние и зубчато-выемчатые формы единичны. Остроконечники составляют до 20 % орудий.
В IV слое был найден коренной зуб палеоантропа, в морфологии которого, наряду с архаичными особенностями, выделены и сапиентные черты. Это перекликается с находкой костей человека современного типа в мустьерской пещере Староселье в Крыму и в мустьерском слое Ахштырской пещеры на Кавказе. Анализ пропорций зубной ткани показал, что постоянный второй левый моляр принадлежал микокскому неандертальцу.
Основным объектом охоты и здесь являлся зубр. Кроме зубра костные остатки животных принадлежат также быку, гигантскому оленю, лошади, ослу, волку. Несмотря на отсутствие типичных для неё животных, считается, что это хазарская фауна. Преобладает пыльца травянистых растений, но есть также пыльца сосны, ели, граба, дуба, вяза, березы и ольхи. Палеоботанические данные свидетельствуют о тёплых и очень влажных климатических условиях времен существования стоянки (микулинское межледниковье).
Определения геологического возраста поселения расходятся. Праслов датирует культурные слои одинцовским межледниковьем. М. Н. Грищенко — временем отступания днепровского ледника. А. А. Величко считает, что здешняя мустьерская культура не древнее микулинского межледниковья и продолжала существовать и в первой половине валдайского оледенения.